# 36235 Sergebaudo
36235 Sergebaudo este un asteroid din centura principală de asteroizi.

## Descriere
36235 Sergebaudo este un asteroid din centura principală de asteroizi. A fost descoperit pe 1 noiembrie 1999 la Observatorul din Ondřejov de Lenka Šarounová. Asteroidul prezintă o orbită caracterizată de o semiaxă mare de 2,63 ua, o excentricitate de 0,13 și o înclinație de 15,8° în raport cu ecliptica.